# Oratorio dei Boccalotti
L'oratorio dei Boccalotti è un oratorio, situato a Vicenza in piazzetta San Pietro, costruito agli inizi del Quattrocento, a quel tempo annesso all'ospedale di Santa Maria e dei santi Pietro e Paolo.

## Storia

### L'ospedale dei santi Pietro e Paolo
Una delle più antiche corporazioni di Vicenza - i primi documenti risalgono al 1262 - fu quella dei Boccalotti, ossia degli artigiani che producevano terraglie e pregiate ceramiche decorate; agli inizi del Quattrocento espressero una confraternita devozionale e caritativa, la
fraglia dei Battuti di Santa Maria e dei santi Pietro e Paolo apostoli, che fondò un ospedale accanto al cimitero della chiesa e del monastero benedettino di San Pietro.
Fondatore, o priore di quel tempo, o comunque personaggio di rilievo di questa fraglia fu un certo magister Zaninus (Giovanni) a Bocalibus, che qui vicino aveva casa e bottega con fornace, dove produceva terraglie sia di uso domestico che di carattere decorativo e artistico; egli nel 1418 assegnò ai Battuti un edificio dove iniziarono ad accogliere i bisognosi della città.
La direzione dell'istituzione spettava al priore e ai gastaldi eletti dalla fraglia che, insieme ad alcuni altri confratelli, formavano la cosiddetta banca, cioè l'organo di governo. Potevano essere ammessi senza limiti di tempo dieci poveri vecchi indigenti di buona condizione e anche giovani incapaci di procurarsi da vivere; per due notti potevano essere accolti anche pellegrini forestieri senza elemosina; gli ammalati venivano alloggiati anche per più tempo. L'ammissione dipendeva però sempre dal benestare della banca.
L'ospedale resto attivo per tre secoli e mezzo, sostenuto da numerose elargizioni. Nel XVII secolo era molto ricco in proprietà e mezzi finanziari,  possedendo case, terreni e potendo contare su un gran numero di affitti corrisposti da famiglie nobili e da istituti ecclesiastici.
Nel Seicento Francesco Barbarano così lo descriveva: "mantiene di continuo dieci poveri vecchi per tutta la vita, dando ad ognuno camera con letto fornito, uno staro di formento e una secchia di vino al mese, ma infermandosi anco li danno due lire per settimana, e morendo sono dalla confraternita sepolti per amore di Dio. Di più in esso sono mantenuti otto letti forniti per albergare poveri viandanti per tre notti". Da questo si deduce che si trattava ancora più di un ospizio che di un ospedale.
Nella seconda metà del Settecento, cominciò a farsi strada a Vicenza l'idea della fusione e della concentrazione di tutti gli ospedali della città in un Ospedale grande; nel novembre del 1772 il senato veneziano approvò tale fusione e gli ospedali - oltre a quello dei santi Pietro e Paolo, anche quelli di Sant'Antonio, di San Lazzaro, di Sant'Ambrogio, di San Bovo e quelli della Pia Opera di Carità - furono trasferiti negli edifici dell'ex monastero di San Bartolomeo dove l'anno prima era stata soppressa la Congregazione dei Canonici Lateranensi.
Fu definitivamente soppresso nel 1832; i beni e le rendite furono assegnati al Pio Istituto della Casa di ricovero e di industria, fondata da Ottavio Trento.

### L'oratorio
Contiguo all'ospedale mastro Zannino fece costruire anche l'oratorio, dove la fraglia che gestiva l'ospedale poteva riunirsi per pregare e tenere i capitoli. La data di erezione, risalente al 1414, era scritta in prossimità della porta, ma fu cancellata durante i lavori di restauro, che interessarono l'oratorio intorno agli anni trenta del Novecento.
Nella sua bottega fu prodotto il prezioso arco in cotto del portale, sormontato da un boccale, insegna della confraternita. Con due successivi testamenti, redatti pochi anni più tardi, Zannino lasciò una notevole somma per l'erezione di un altare dedicato alla Madonna e ai santi Pietro e Paolo. Morì nel 1419 e il suo nome resta scritto sulla base della statua della Madonna con il Bambino, del 1415.
È l'unico oratorio di una fraglia quattrocentesca sopravvissuto, quasi integro, a Vicenza. Oggi è proprietà dell'IPAB di Vicenza che, insieme alla sezione vicentina di Italia Nostra, ha promosso un globale progetto di restauro, a partire dal risanamento prioritario di fondamenta, muri e tetto e che sarà realizzato per gradi a mano a mano che affluiranno i fondi.

## Descrizione

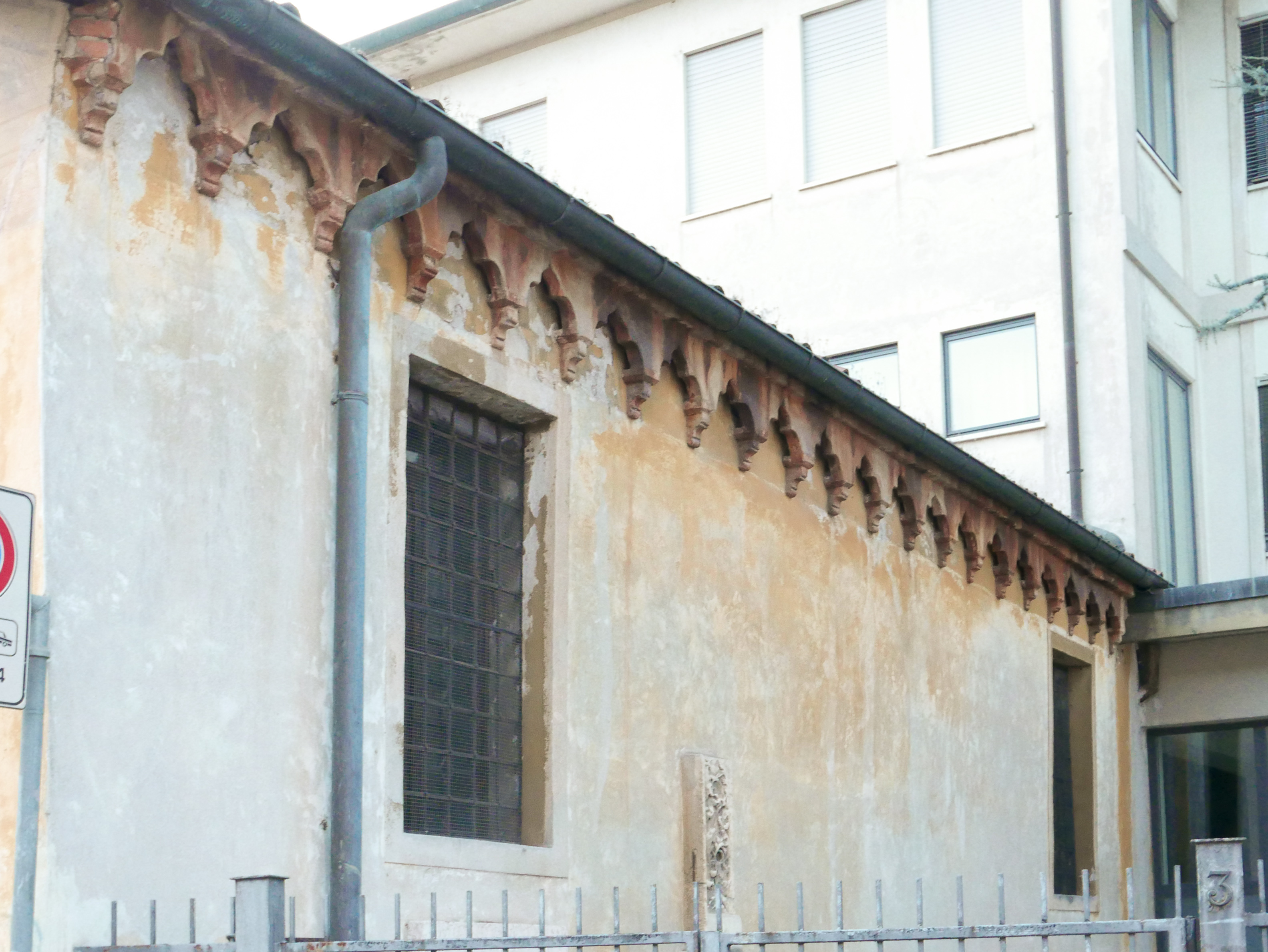
Fianco settentrionale

### Esterno
L'oratorio è una semplice costruzione a pianta quadrata, con un tetto a capanna assai sporgente, la facciata che si estende in larghezza e una bella porta centinata.
Nella parte superiore della facciata, entro lo spazio triangolare tra gli spioventi del tetto, restano solo i residui di un affresco che si era conservato fino agli anni trenta del Novecento; vi si rappresentavano i confratelli della fraglia dei Battuti, in cappa bianca aperta sul dorso per la flagellazione e con catenelle alla cintura, inginocchiati ai piedi della Madonna e preceduti da Zanino dei Boccali in veste rossa e con un boccale sotto mano; ne era stato autore, nel 1580, Giuseppe Scolari, un allievo di Giovanni Battista Maganza il Vecchio, abitante poco lontano presso il ponte degli Angeli.
Al colmo del fianco settentrionale vi è una sequenza di archetti trilobati, che per un certo tempo si è pensato appartenere al periodo tardogotico veneziano, quindi alla seconda metà del Quattrocento ma che, in occasione degli interventi di risanamento della costruzione compiuti tra il 1959 e il 1964, sono risultati un'aggiunta posticcia, forse della fine dell'Ottocento.
La centina della porta è caratterizzata da una larga ghiera di nove formelle in cotto con decorazione di pannocchie a rilievo tra due cornici, l'inferiore interna a gemme, la superiore esterna a scacchiera; al sommo della ghiera sta una formella circolare con un boccale, insegna della fraglia dei Boccalari; la pregevole fattura delle formelle rimanda al chiostro del convento ed è presumibile che entrambi i manufatti siano opera della stessa bottega.

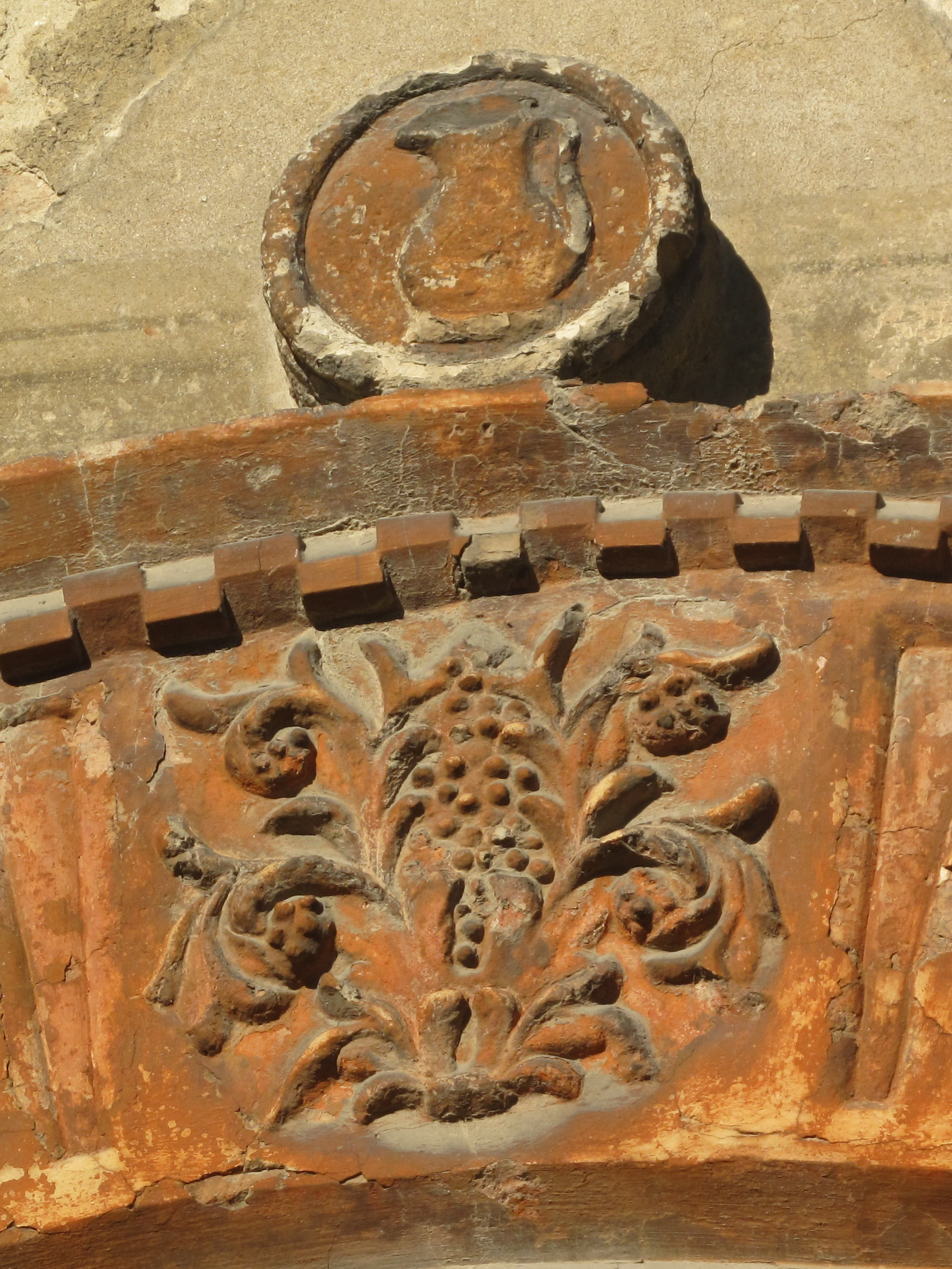
Particolare della ghiera del portale con l'insegna dei Boccalotti
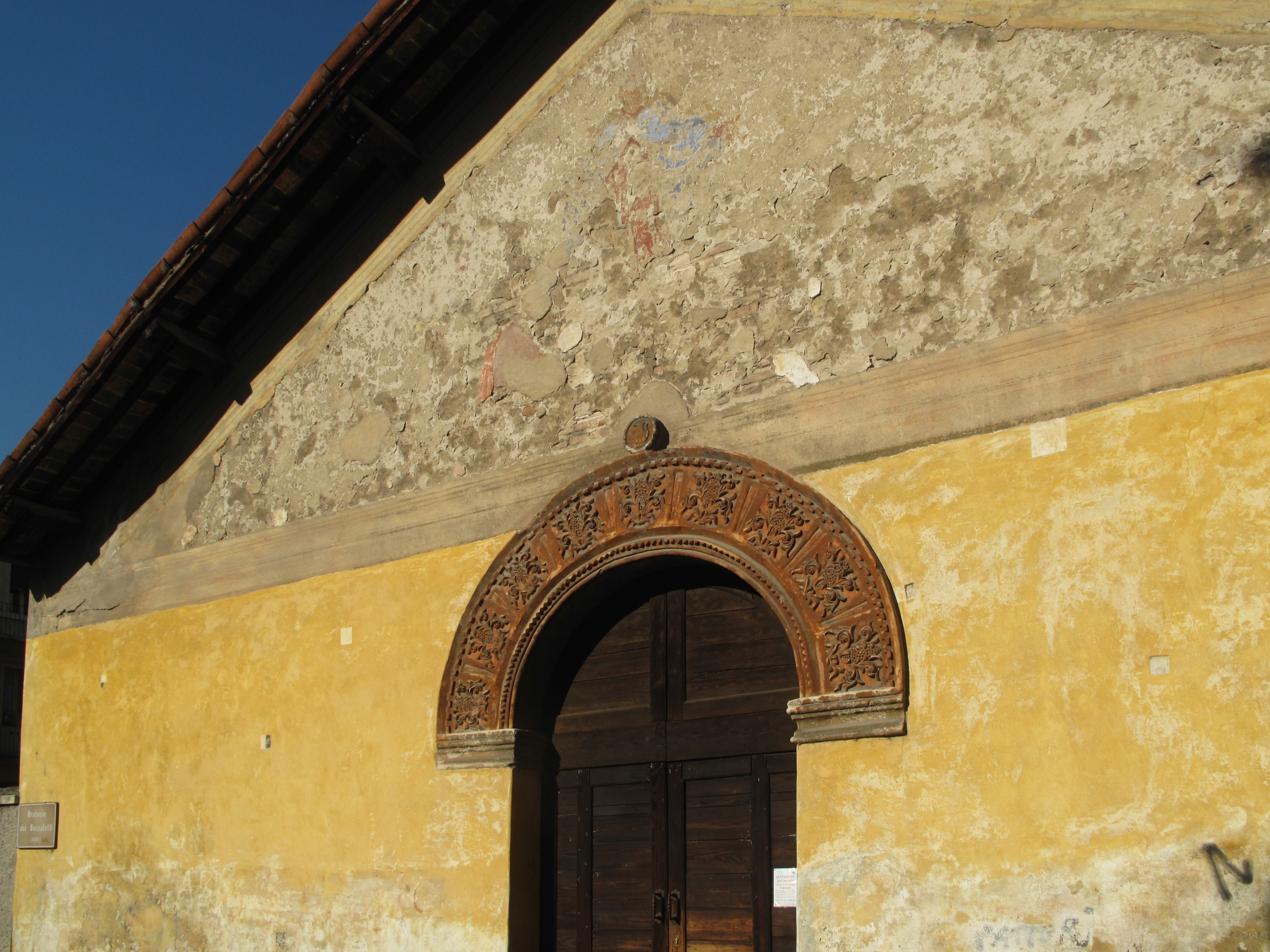
Portale
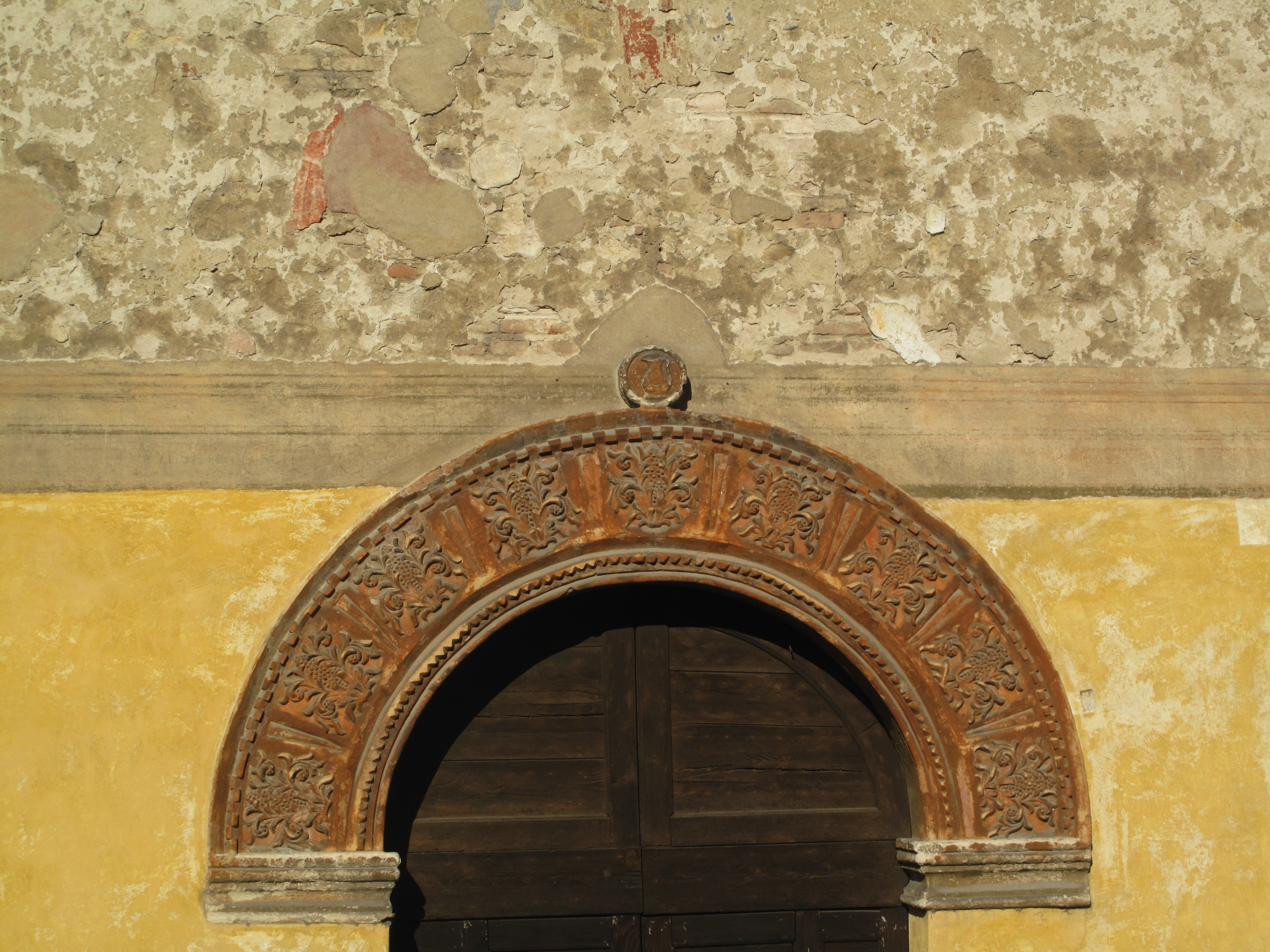
Ghiera del portale
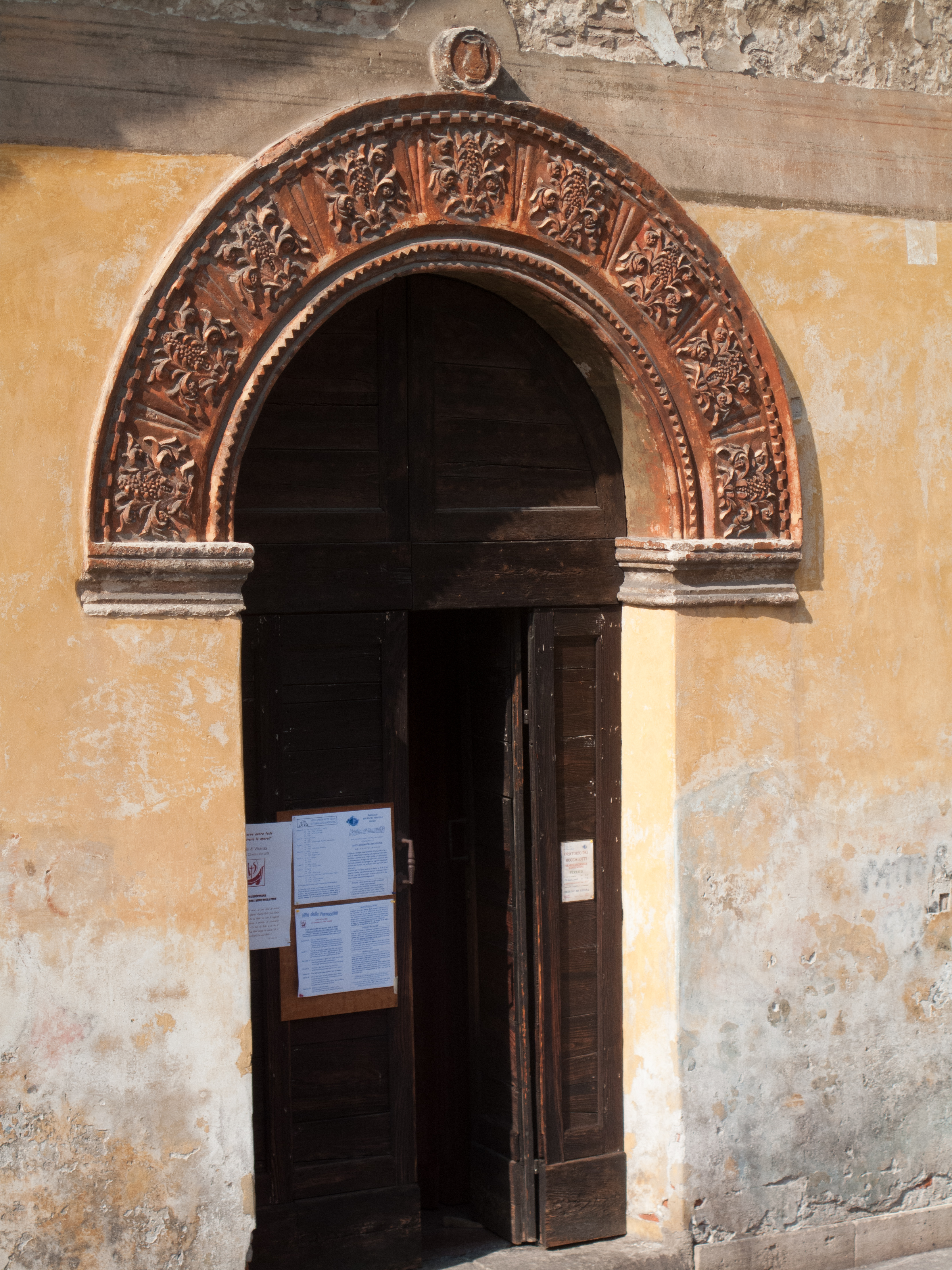
Portale
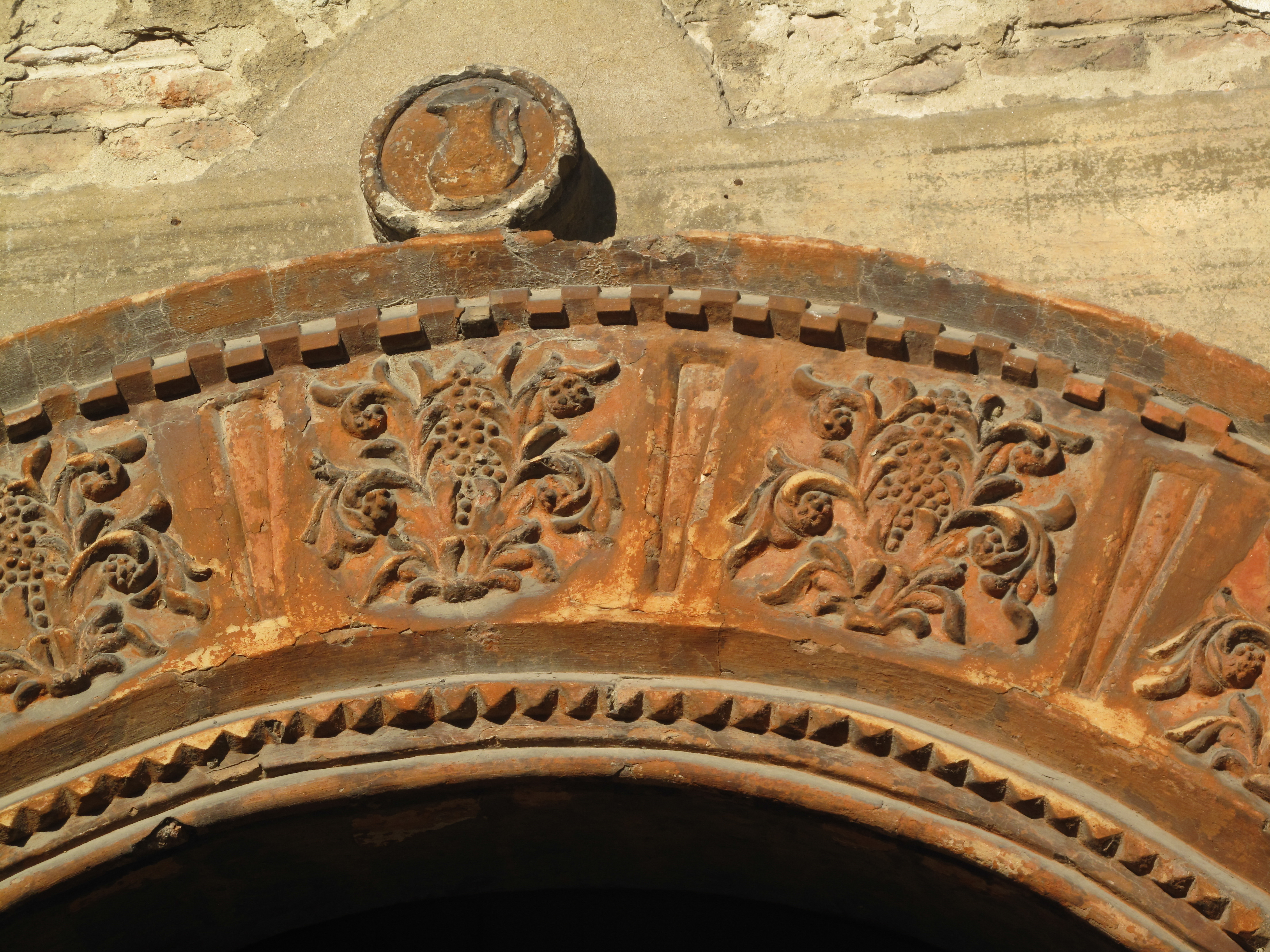
Ghiera del portale

### Interno
L'interno dell'oratorio, molto semplice, a pianta quadrata, è coperto da un bel soffitto ligneo decorato a cassettoni formati da tavolette, già asportato e ripristinato negli anni trenta del Novecento: reca al centro le insegne di san Pietro e lo stemma della famiglia Negri unitamente alla data 1676, anno oltre che riferibile alla messa in opera del soffitto quale copertura delle capriate del tetto anche indicativo dell'epoca in cui furono dipinti gli affreschi delle pareti, anch'essa ormai scarsamente leggibile.
Nella decorazione pittorica delle pareti si ritrovano motivi tipici propri ad altri ambienti vicentini del medio e secondo Seicento: un'intelaiatura di colonne corinzie inquadra festoni con accenni di paesaggi e figure di putti mentre si simulano nicchie con finte statue, tra cui il Redentore che porta la croce. A destra dell'unico, semplice altare addossato alla parete settentrionale, su di uno strato di intonaco che affiora da una lacuna della decorazione seicentesca, è ampio lacerto di precedente affresco ove si vedono le basi e la parte inferiore del fusto di due colonne tra le quali sono elementi di un paesaggio e il piede di una figura. Sopra l'altare è grande riquadro affrescato - di scuola squarcionesca, risale tra il 1450 e il 1550 - con il Cristo morto in grembo alla Madre tra san Pietro e san Paolo, versione popolare del tema nordico del Vesperbild, al quale vengono aggiunti i due santi titolari della vicina chiesa.

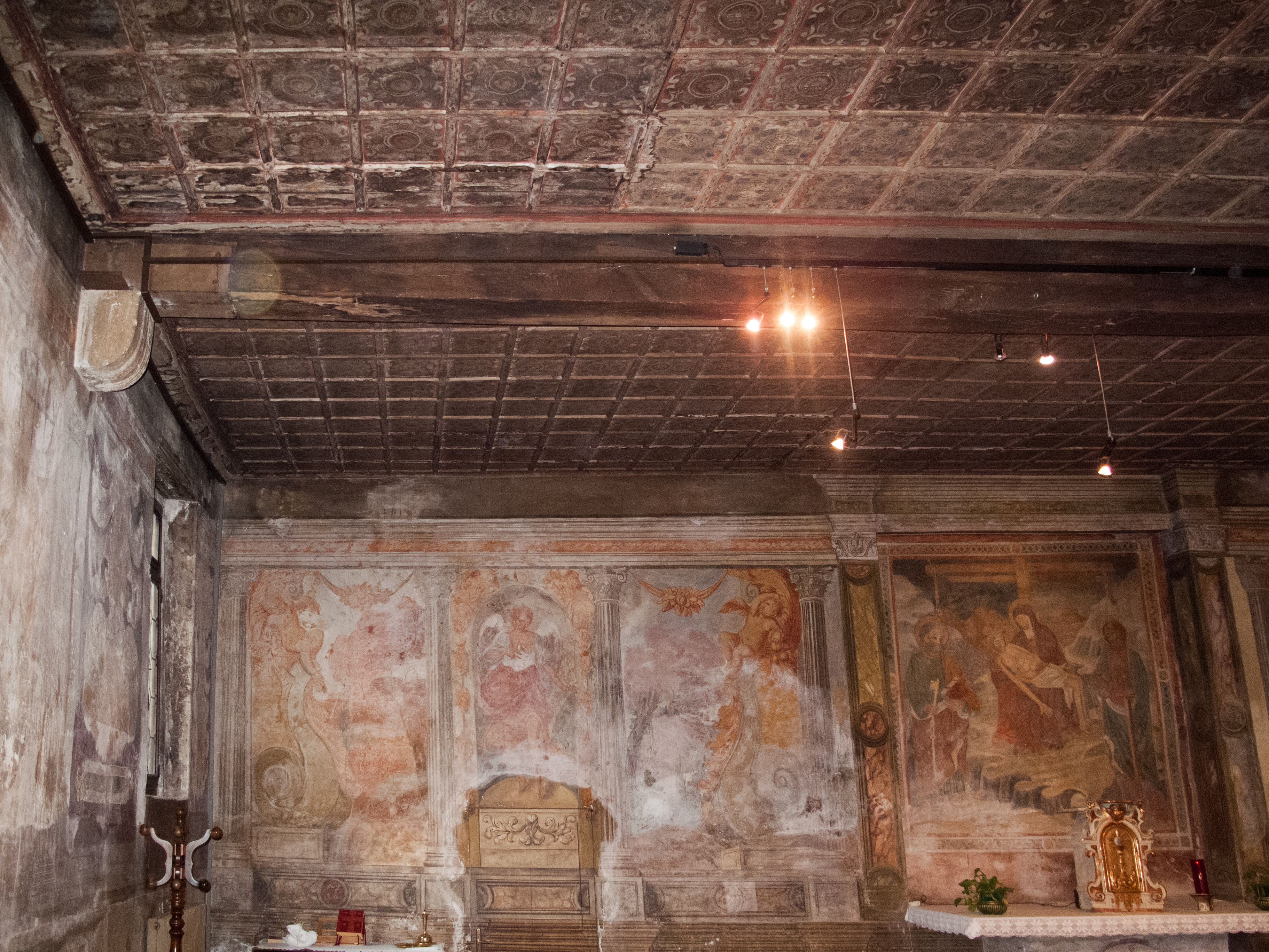
Interno
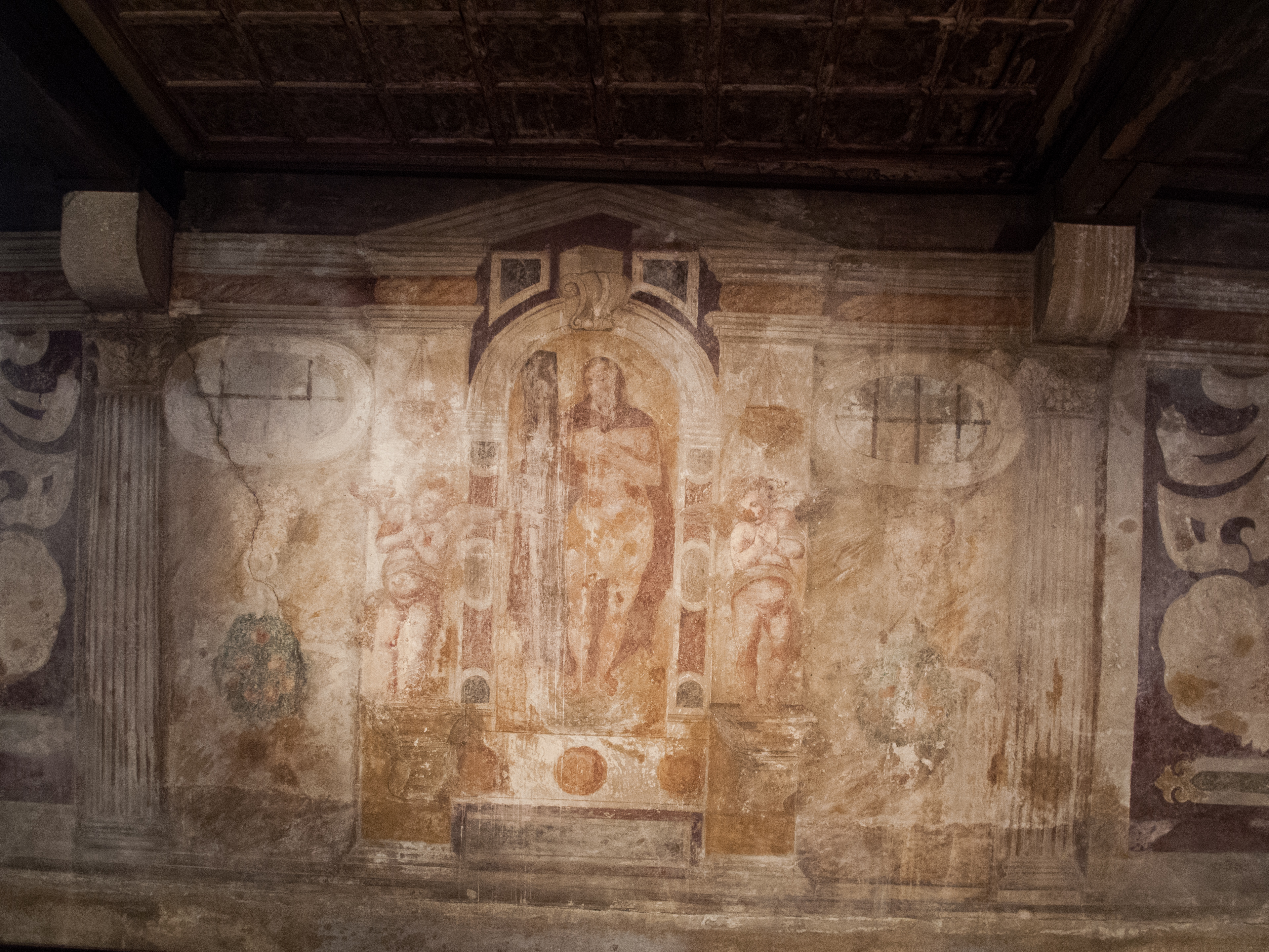
Affresco
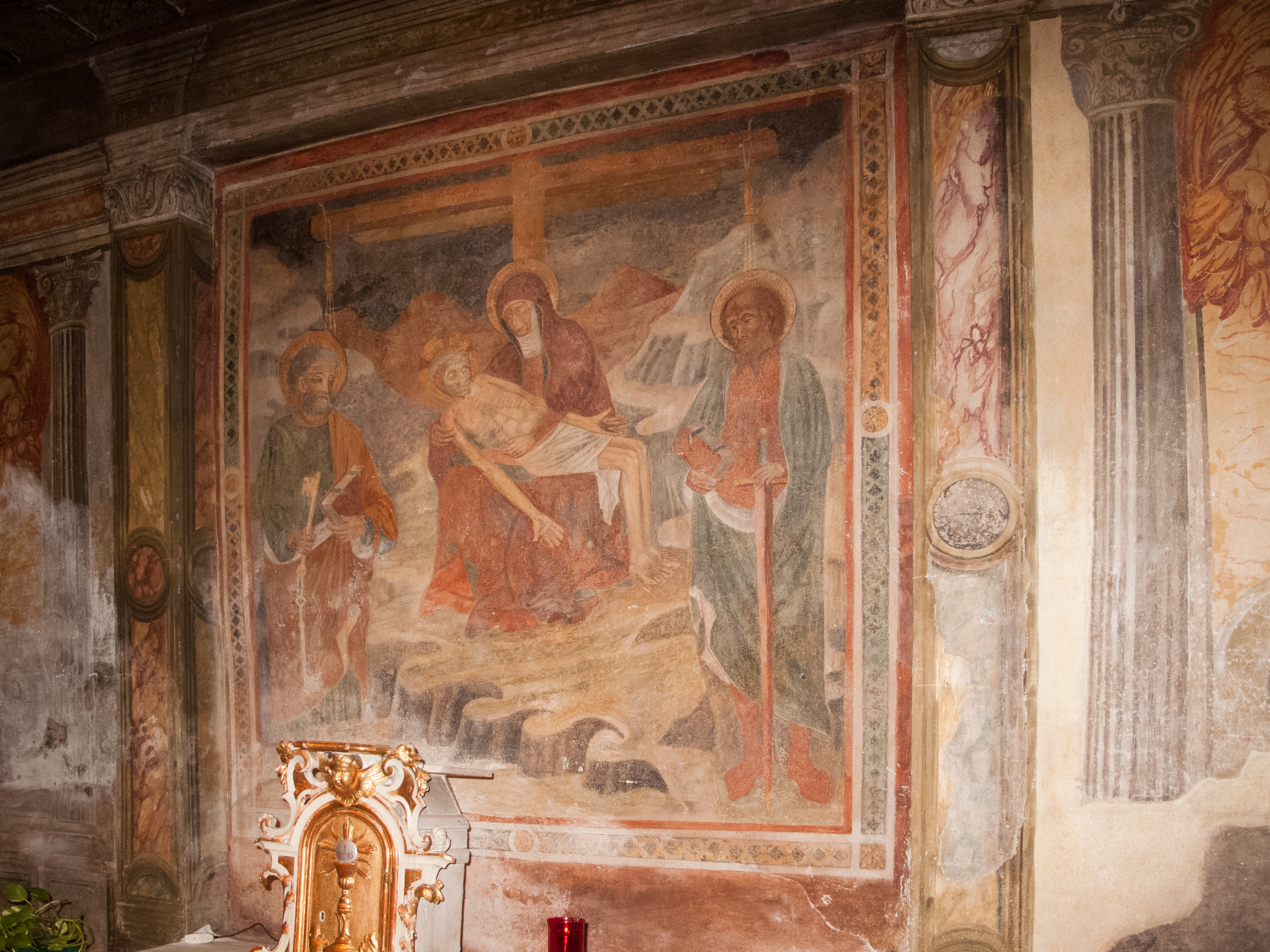
La Pietà, affresco del '400

### Gruppo scultoreo della Madonna con Bambino
L'opera più notevole è il gruppo scultoreo in pietra più volte ridipinta, collocato in una nicchia absidata nella parete nord: la statua della Madonna con il Bambino, opere ormai pacificamente riconosciute quali primizia vicentina di Nicolò da Venezia con una lontana reminiscenza dei modi di Giovanni Pisano, del 1415, accompagnata da due angeli reggi torciera. Alla base della statua c'è ancora l'iscrizione: Hoc opus feci fieri magister Zaninus a Bocalibus de burgo S. Petri MCCCCXV, che indica il donatore. Il gruppo scultoreo è stato accuratamente restaurato e presentato al pubblico, su iniziativa dell'Associazione Italia Nostra, nel gennaio del 2015.

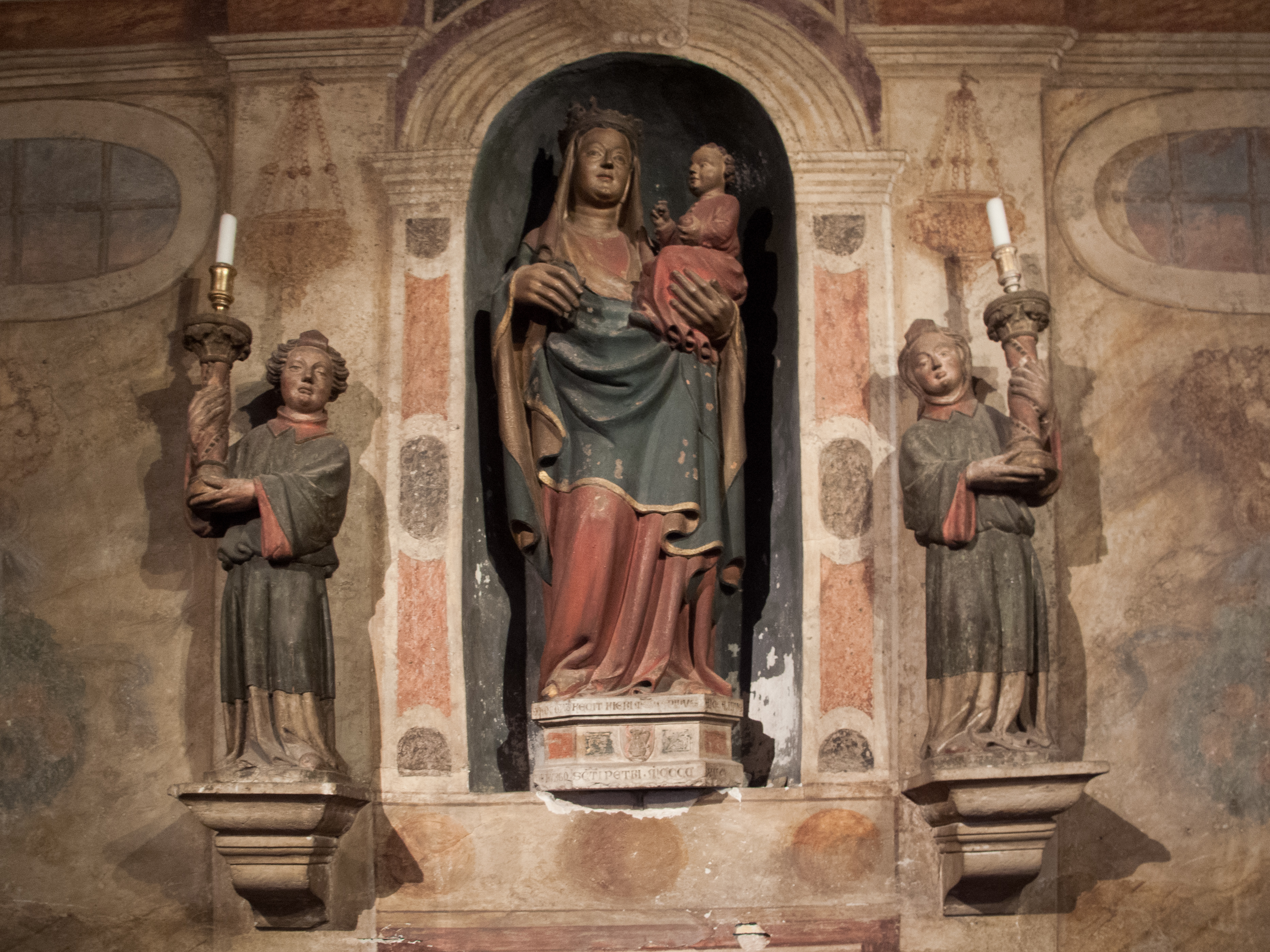
Madonna prima del restauro
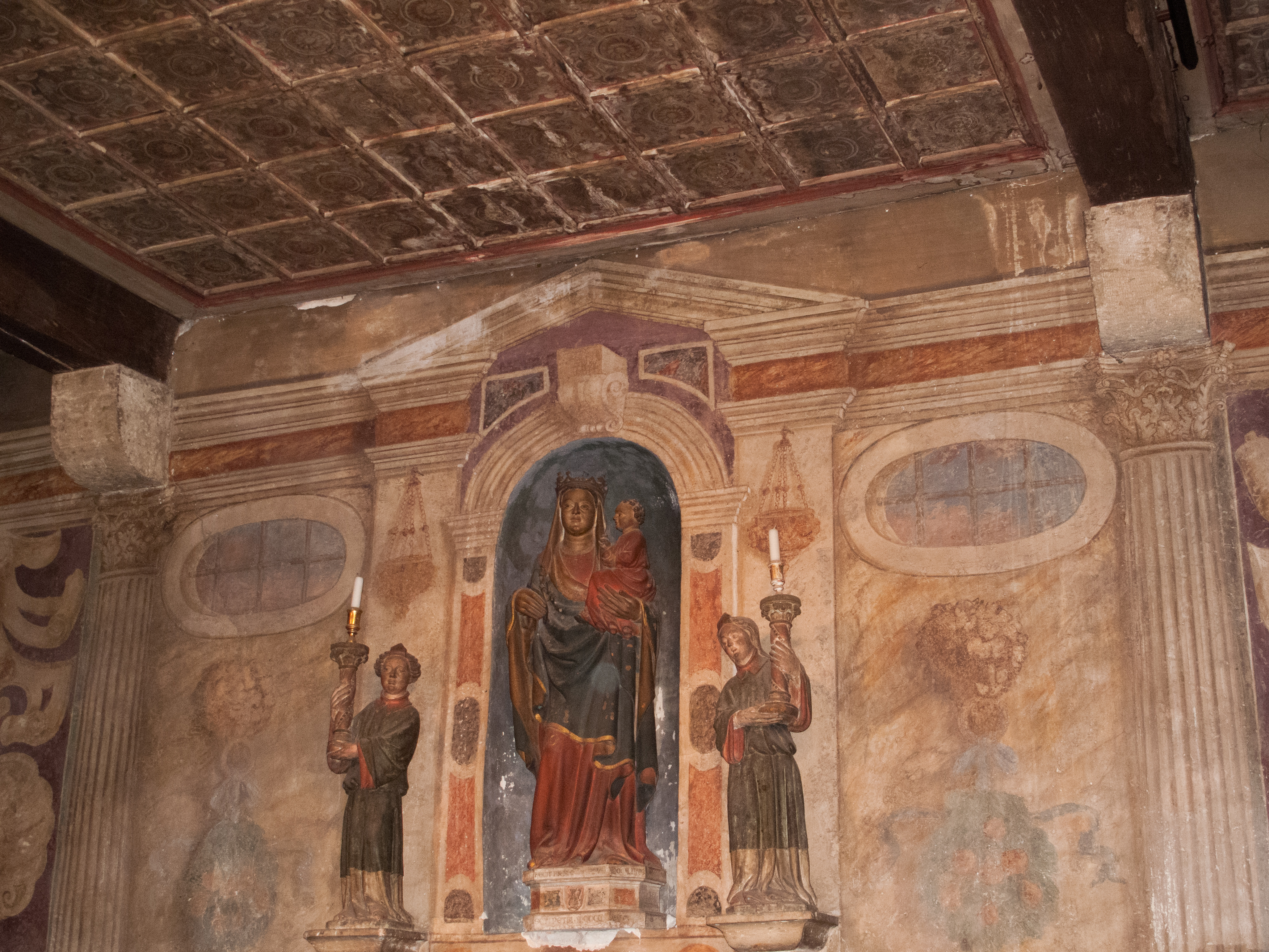
Madonna prima del restauro

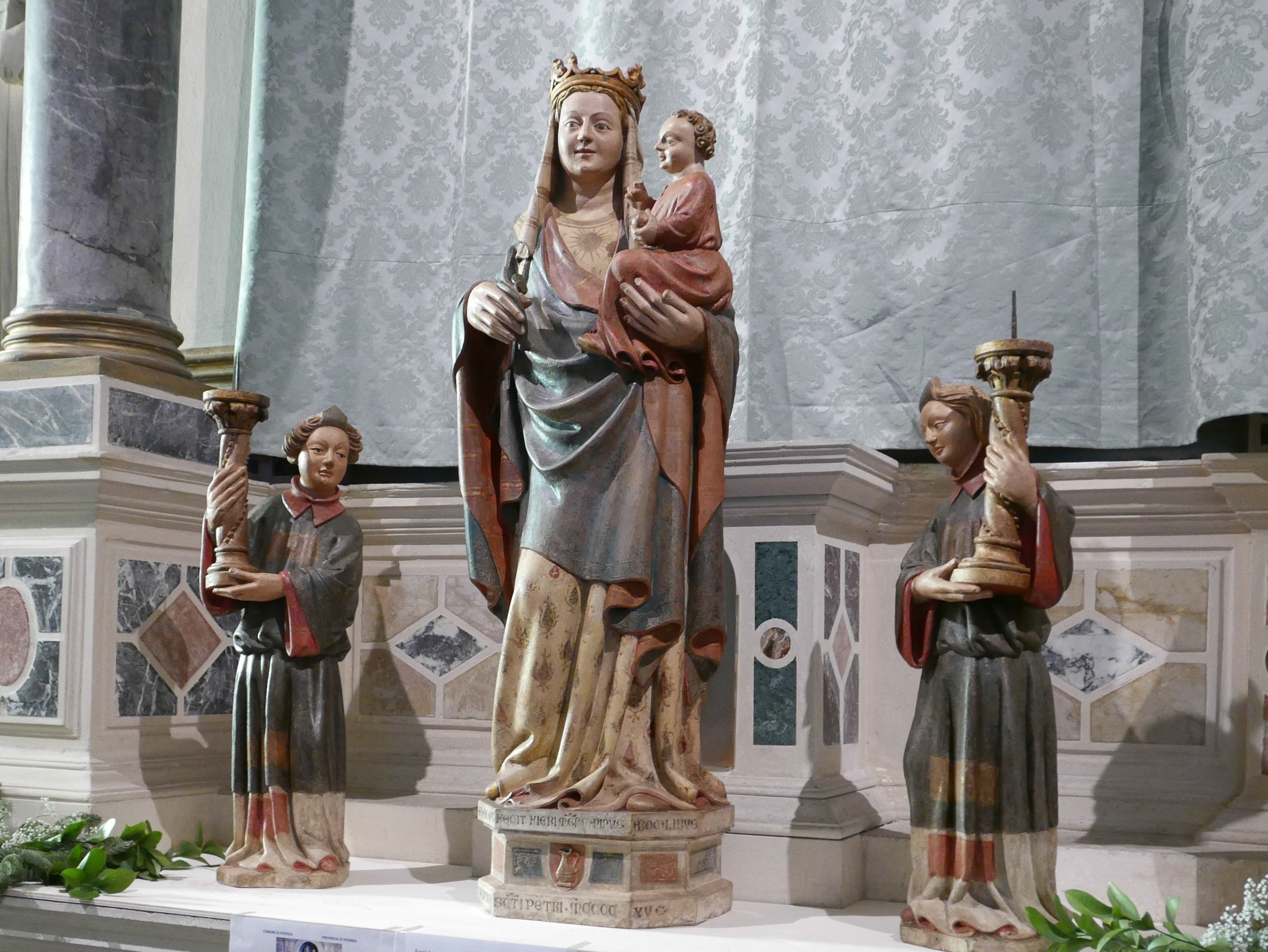
Complesso statuario restaurato
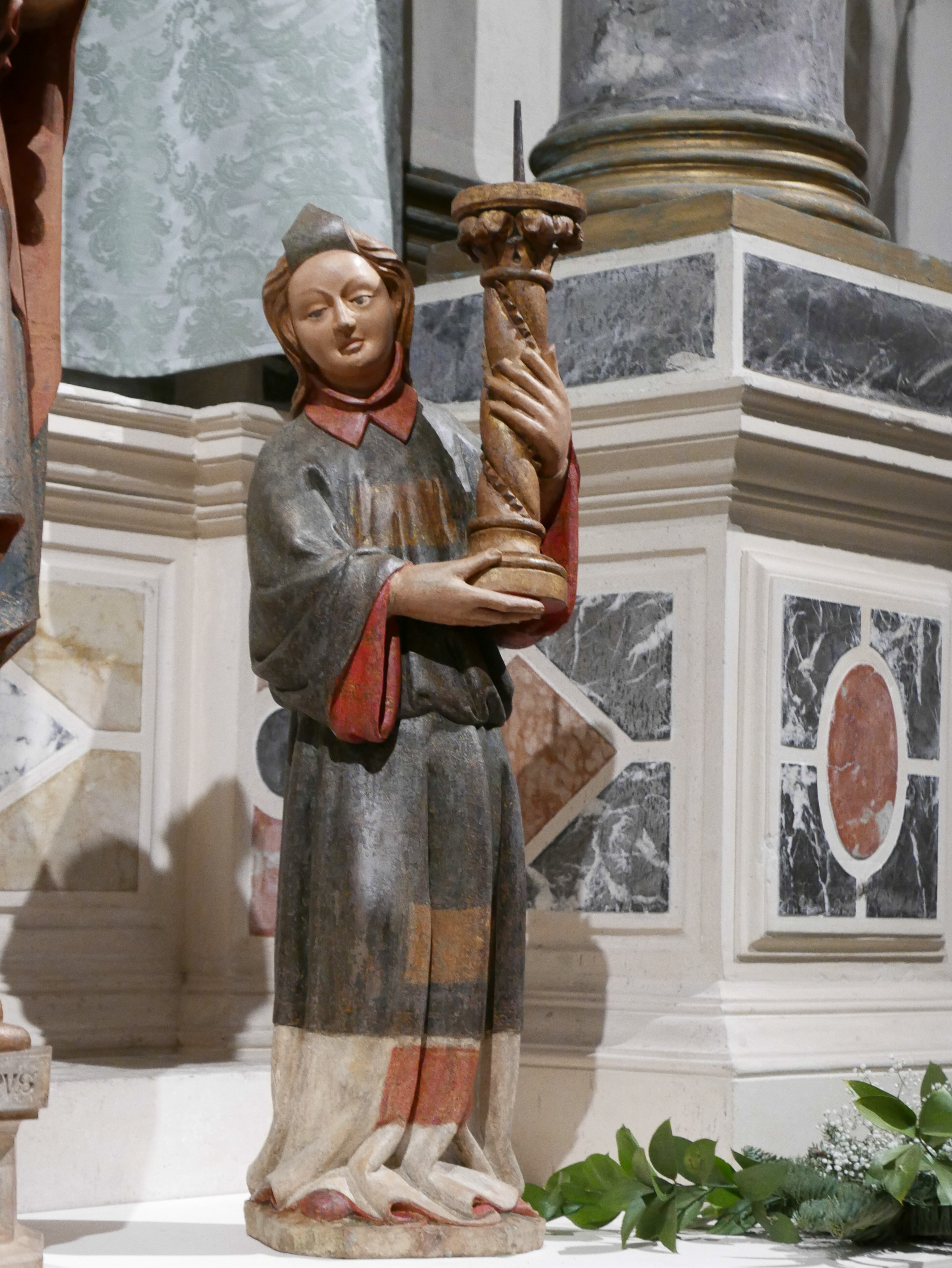
Angelo
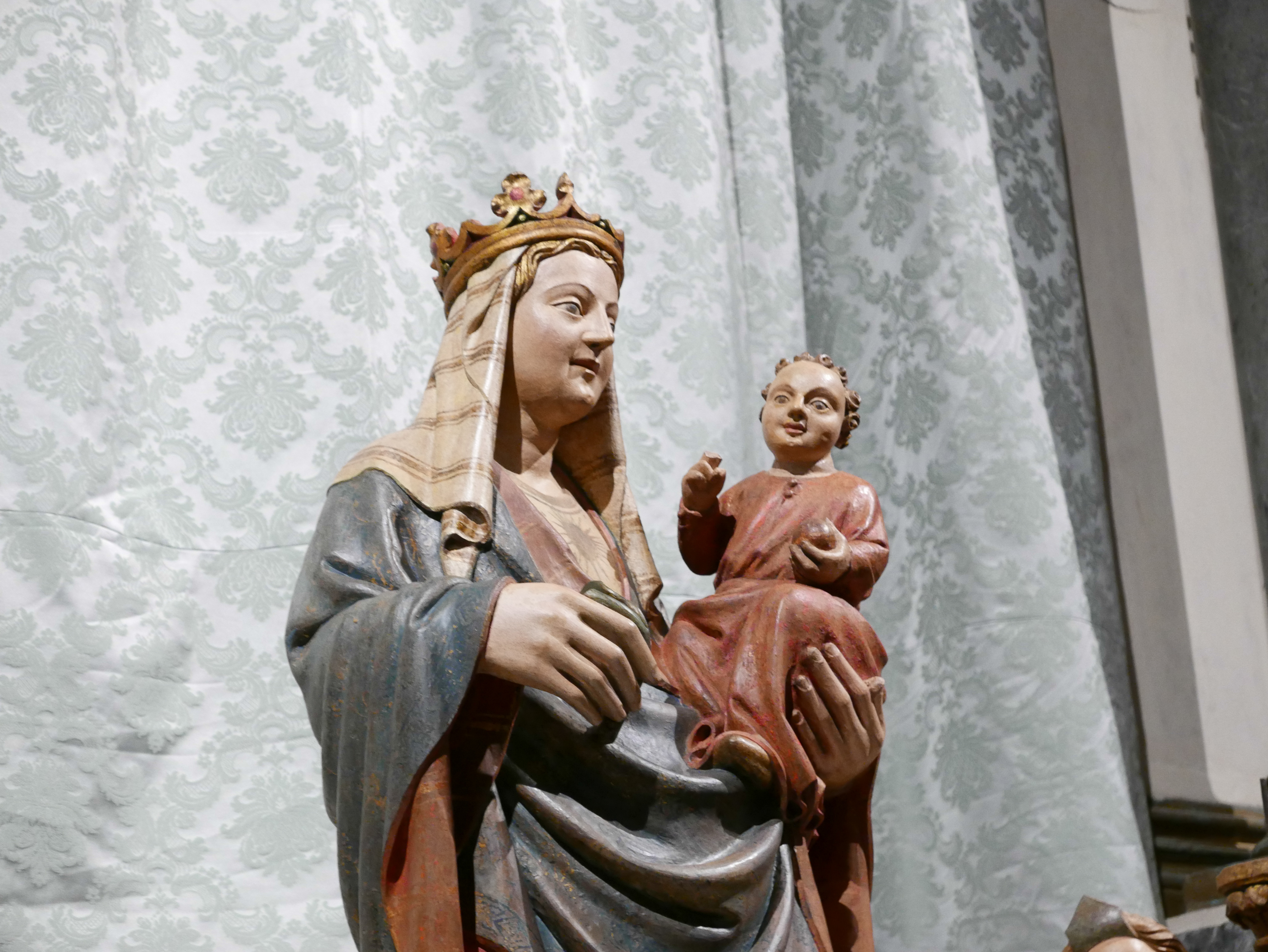
Madonna
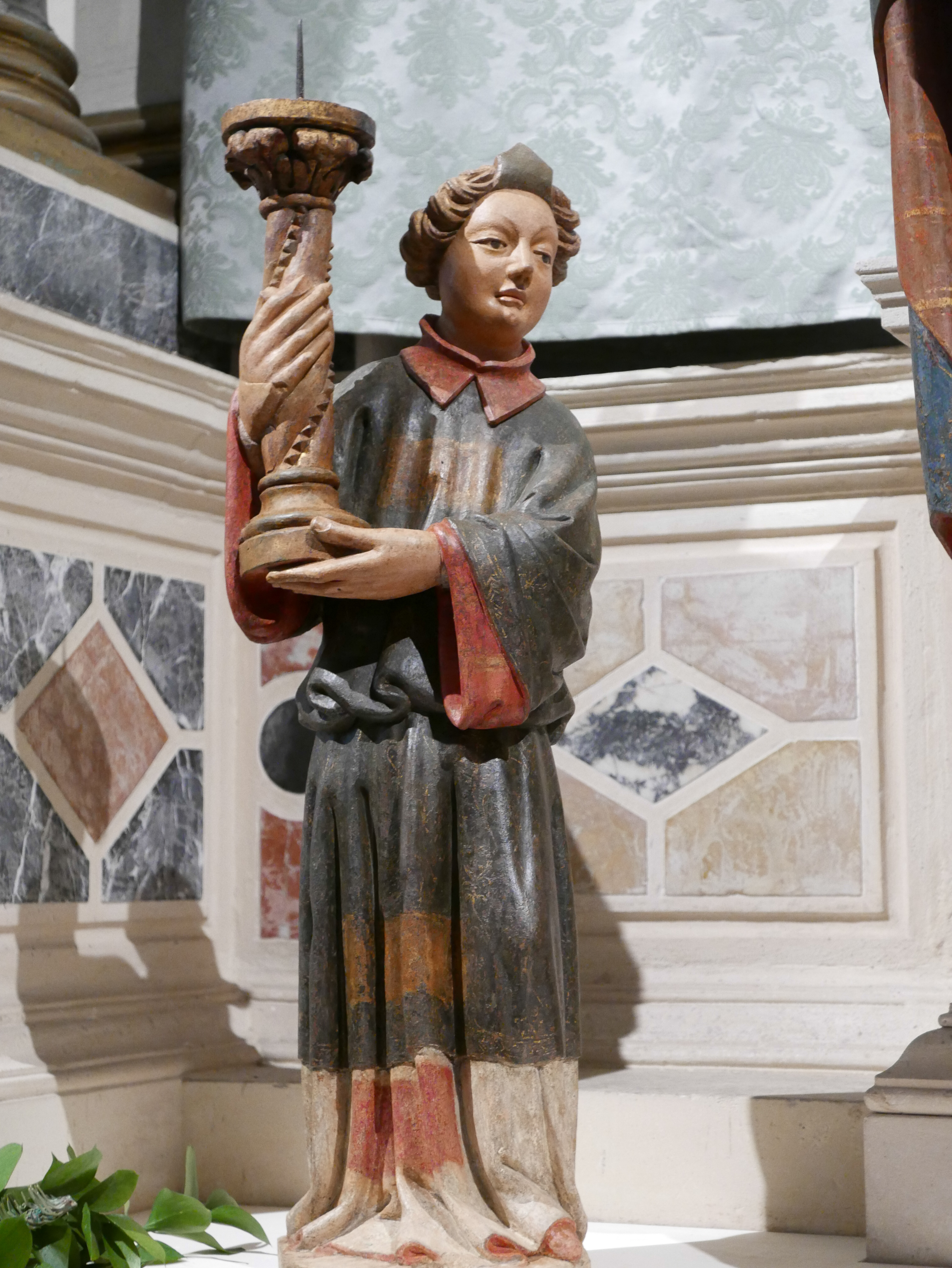
Angelo